# Markus Windisch
Markus Windisch (ur. 12 maja 1984 w Brunico) – włoski biathlonista.

## Kariera
W Pucharze Świata startował w sezonie 2007/2008. Jego największym osiągnięciem jest 7. miejsce w zawodach w Östersund w 2008 roku.
W 2010 na Zimowych igrzyskach wojskowych w Dolinie Aosty zdobył złoty medal w biatlonie - sprint drużynowo (10 km). Podczas igrzysk wojskowych w 2013 zdobył srebrny medal w biatlonie (sprint drużynowo 10 km) oraz brązowy medal w patrolu wojskowym (drużynowo).

## Osiągnięcia

### Zimowe Igrzyska Olimpijskie
| Rok  | Miejscowość | Konkurencje | Konkurencje | Konkurencje | Konkurencje | Konkurencje | Konkurencje | Konkurencje |
| Rok  | Miejscowość | IN          | SP          | PU          | MS          | RL          | MR          | SR          |
| ---- | ----------- | ----------- | ----------- | ----------- | ----------- | ----------- | ----------- | ----------- |
| 2010 | Vancouver   | 31.         | 44.         | 53.         | –           | 12.         | nd.         | –           |
| 2014 | Soczi       | 70.         | 81.         | –           | –           | 5.          | –           | –           |

### Mistrzostwa Świata
| Rok  | Miejscowość     | Konkurencje | Konkurencje | Konkurencje | Konkurencje | Konkurencje | Konkurencje | Konkurencje |
| Rok  | Miejscowość     | IN          | SP          | PU          | MS          | RL          | MR          | SR          |
| ---- | --------------- | ----------- | ----------- | ----------- | ----------- | ----------- | ----------- | ----------- |
| 2006 | Pokljuka        | –           | –           | –           | –           | –           | DNS.        | –           |
| 2007 | Rasen-Antholz   | 57.         | 47.         | DNF         | –           | 4.          | –           | –           |
| 2008 | Östersund       | –           | 51.         | 55.         | –           | 11.         | –           | –           |
| 2009 | Pjongczang      | 12.         | 19.         | 23.         | 16.         | 7.          | 7.          | –           |
| 2011 | Chanty-Mansyjsk | 82.         | 18.         | 13.         | 28.         | 5.          | –           | –           |
| 2012 | Ruhpolding      | 22.         | 8.          | 30.         | 20.         | 4.          | 9.          | –           |

### Puchar Świata

#### Miejsca w klasyfikacji generalnej
| Sezon     | Miejsce |
| --------- | ------- |
| 2007/2008 | 71.     |
| 2008/2009 | 26.     |
| 2009/2010 | 73.     |
| 2010/2011 | 31.     |
| 2011/2012 | 78.     |
| 2012/2013 | 31.     |
| 2013/2014 | 84.     |